# Bactrocera tetrachaeta
Bactrocera tetrachaeta är en tvåvingeart som först beskrevs av Mario Bezzi 1919.  Bactrocera tetrachaeta ingår i släktet Bactrocera och familjen borrflugor.
Artens utbredningsområde är Filippinerna. Inga underarter finns listade.